# 海老原靖芳
海老原 靖芳（えびはら やすよし、1953年1月 - ）は、日本の放送作家。

## 来歴

### 生い立ち
長崎県佐世保市生まれ。同市の大黒町市営第三住宅（後に大黒団地へ改築）で育つ。
朝鮮総督府鉄道局で勤務した世田谷出身の父は戦後、佐世保競輪場内で食堂「みよし乃」を経営した。
佐世保市立福石小学校2年生の時、父が14インチ白黒の中古を購入し、テレビが心（の）友となる。佐世保市立福石中学校3年生の時には、佐世保エンタープライズ寄港阻止闘争を間近で体感する。
長崎県立佐世保南高等学校では部活動に入らず、友人とエレキバンドを組んでドラムを担当していた。雑誌『平凡パンチ』を読み続けた影響で東京に憧れる。
1971年に3校を受験し、現役で青山学院大学経済学部に合格して進学。ショートカット美女からの勧誘にいざなわれる形で、学内サークル「青山こども会」（児童福祉ボランティア団体）に、入部。学費値上げに関する学生運動の影響でロックアウトが続いて多くの授業がリポート提出のみとなり、前述のサークル活動や読書漬けの日々を当面送る。
缶詰工場、ビアガーデン、川崎港の荷役、ホテルのレストランなどのアルバイトをしながら、大学では公害専門のゼミに入ったが自身が求めているゼミ内容ではなかった。
卒業した1975年春、フリーのコピーライターとなる。

### 放送作家デビュー
1981年秋に新聞の芸能欄の広告を見て、翌1982年春に放送される「ゲバゲバ90分!+30」（「巨泉×前武ゲバゲバ90分!」の特番）の新人放送作家募集を知り、応募。
ギャグとコントの原稿を大量に持ち込んで面接に臨むと日本テレビの番組スタッフ（演出の斎藤太朗とコント作家の河野洋）に認められて、約120人の応募者の中から合格。当時28歳、本作品で放送作家デビューした（ギャラは20万円）。この時のスタッフ仲間の紹介で担当番組が増え、コピーライターの仕事を減らしてテレビを本業としていった。
1983年には、既に知り合いとなっていた石橋貴明からの依頼を受け入れて、当時テレビを謹慎中だったという、とんねるずの渋谷でのライブのコント台本および演出を手がけもした。このライブには、河野洋主催の作家集団「ドデカゴン」（海老原自身も所属）に出入りしていた三谷幸喜が、音響・照明として海老原の依頼で参加した。
TBSプロデューサーの桂邦彦と出会い、『爆笑・一ッ気族!』『痛快なりゆき番組 風雲!たけし城』『総天然色バラエティー 北野テレビ』などに携わる。
吉本興業の東京進出本格化にともなって木村政雄からの依頼で、桂文珍の東京進出番組や、『やすしの度胸一発』に構成作家として参加。後に吉本総合芸能学院（NSC）東京校の講師を務めていた頃、銀座7丁目劇場支配人の森田耕司からの打診で吉本新喜劇の台本を書くようになった。

### 落語会
1999年12月、横浜から軽井沢へ妻と転居。ここで翌年から飼い始めたイングリッシュ・コッカー・スパニエルとの思い出は、『軽井沢のボーイ―少年という名の犬とすごした4年半』として後に出版。
この愛犬の病死による妻のペットロスや、世話になった放送作家・鈴木しゅんじの逝去で心境が変わり、テレビの仕事依頼も断って佐世保への帰郷を決める。
2010年8月7日、小宮孝泰の誘いで、自身初めて佐世保で落語会を開く。以降、「佐世保かっちぇて落語会」のタイトルで長く続けることとなる。
2011年からは、軽井沢でも「信州ずくだせ落語会」を主宰。

## 参加作品

### テレビ
- ゲバゲバ90分!+30
- ドリフ大爆笑（「もしものコーナー」等）[74][1][2][29]）
- ドリフと女優の爆笑劇場
- ドリフのクリスマスプレゼント
- 志村けんのだいじょうぶだぁ
- 志村けんはいかがでしょう
- 加トちゃんケンちゃん光子ちゃん（第6回）
- パーティー野郎ぜ!（1985年）
- やすしの度胸一発（1985年）
- 爆笑・一ッ気族!
- 痛快なりゆき番組 風雲!たけし城
- 山口瞳の行きつけの店（1994年）[75][76][77][78]
- コメディーお江戸でござる[79][80][81][82][83]
- 明石家多国籍軍
- コサキン勝手にごっこ
- よ!大将みっけ
- 愛ラブSMAP![84]
- ハロー!モーニング。[85][86]

### その他
- 吉本新喜劇

## 著書
- 『軽井沢のボーイ―少年という名の犬とすごした4年半』（2006年11月1日、牧野出版）ISBN 978-4895000987
- 『佐世保に始まった奇蹟の落語会』（2014年8月18日、牧野出版）ISBN 978-4895001779
- 『還暦すぎて、陽はまた昇る』（2015年12月14日、牧野出版）ISBN 978-4895002004